# Gary (rapper)
Gary (hangul: 개리; született Kang Higon (강희건 , Kang Hui-geon), 1978. február 24.–) dél-koreai rapper, dalszövegíró, zenei producer és televíziós személyiség. A Leessang együttes tagja, 2010 és 2016 között a Running Man varietéműsor állandó szereplője.

## Díjai és elismerései
| Év   | Díj                        | Kategória                                   | Jelölt      | Eredmény |
| ---- | -------------------------- | ------------------------------------------- | ----------- | -------- |
| 2010 | 4. SBS Entertainment Award | Új varietésztár                             | Running Man | Elnyerte |
| 2012 | 6. SBS Entertainment Award | Kiemelkedő szereplő varietében              | Running Man | Elnyerte |
| 2013 | 7. SBS Entertainment Award | Nézők kedvence (a többi szereplővel együtt) | Running Man | Elnyerte |